# ونکرانژ
ونکرانژ (به لوکزامبورگی: Wëntger) یک شهرداری در شهر کلروو واقع در منطقه ایسلک (Éislek) در شمال کشور دوک‌نشین لوکزامبورگ است که ۱۱۳٫۳۶ کیلومترمربع مساحت دارد و جمعیت آن در سال ۲۰۱۱ میلادی ۳۷۷۸ نفر بوده‌است.

## بخش‌ها
این شهرداری ۲۲ بخش یا زیرمجموعه دارد که عبارتند از:
- آلربورن (Allerborn)
- آسلبورن (Asselborn)
- بوئوانژ (Boevange)
- بوکسورن (Boxhorn)
- براختنباخ (Brachtenbach)
- دایفلت (Deiffelt)
- درنباخ (Derenbach)
- دوئنانژ (Doennange)
- آشیویل (Hachiville)
- آمیویل (Hamiville)
- هوفلت (Hoffelt)
- لنتزوایلر (Lentzweiler)
- لولانژ (Lullange)
- نیدروامپاخ (Niederwampach)
- اوبروامپاخ (Oberwampach)
- روملانژ (Rumlange)
- ساسل (Sassel)
- شیمپاخ (Schimpach)
- اشتوکم (Stockem)
- تروئن (Troine)
- تروئن-روت (Troine-Route)
- (Wincrange)

## تاریخچه جمعیت
تاریخچه رشد جمعیت این شهرداری در جدول زیر آمده‌است  :
| سال  | جمعیت |
| ---- | ----- |
| ۱۸۲۱ | ۲۵۴۲  |
| ۱۸۵۱ | ۴۴۰۶  |
| ۱۸۸۰ | ۴۹۷۷  |
| ۱۹۱۰ | ۴۸۶۸  |
| ۱۹۳۵ | ۴۳۵۸  |
| ۱۹۴۷ | ۳۸۸۶  |
| ۱۹۶۰ | ۳۲۹۹  |
| ۱۹۷۰ | ۲۹۸۵  |
| ۱۹۸۱ | ۲۶۳۳  |
| ۱۹۹۱ | ۲۷۴۷  |
| ۲۰۰۱ | ۳۳۸۱  |
| ۲۰۰۴ | ۳۴۹۸  |
| ۲۰۰۷ | ۳۶۳۳  |
| ۲۰۱۰ | ۳۷۲۹  |
| ۲۰۱۱ | ۳۷۷۸  |